# نیکی روتور اوییشن
نیکی روتور اوییشن یک سازنده هواپیمای بلغاری است که در پراوتس مستقر است. این شرکت در زمینه طراحی و ساخت هواچرخ (اتوجایرو) به صورت کیت برای مونتاژ آماتوری تخصص دارد.
از محصولات این شرکت می توان به نیکی ۲۰۰۴ اشاره کرد.